# Luftangriffe auf Aschaffenburg

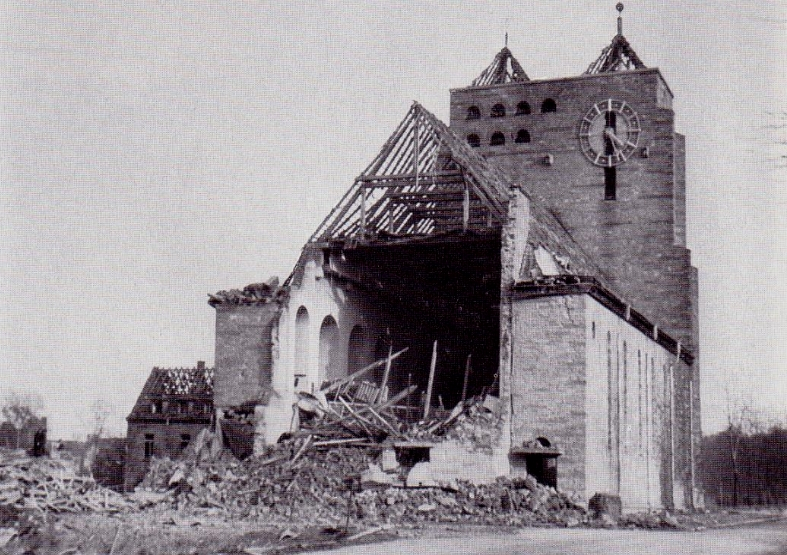
Herz-Jesu-Kirche im November 1944

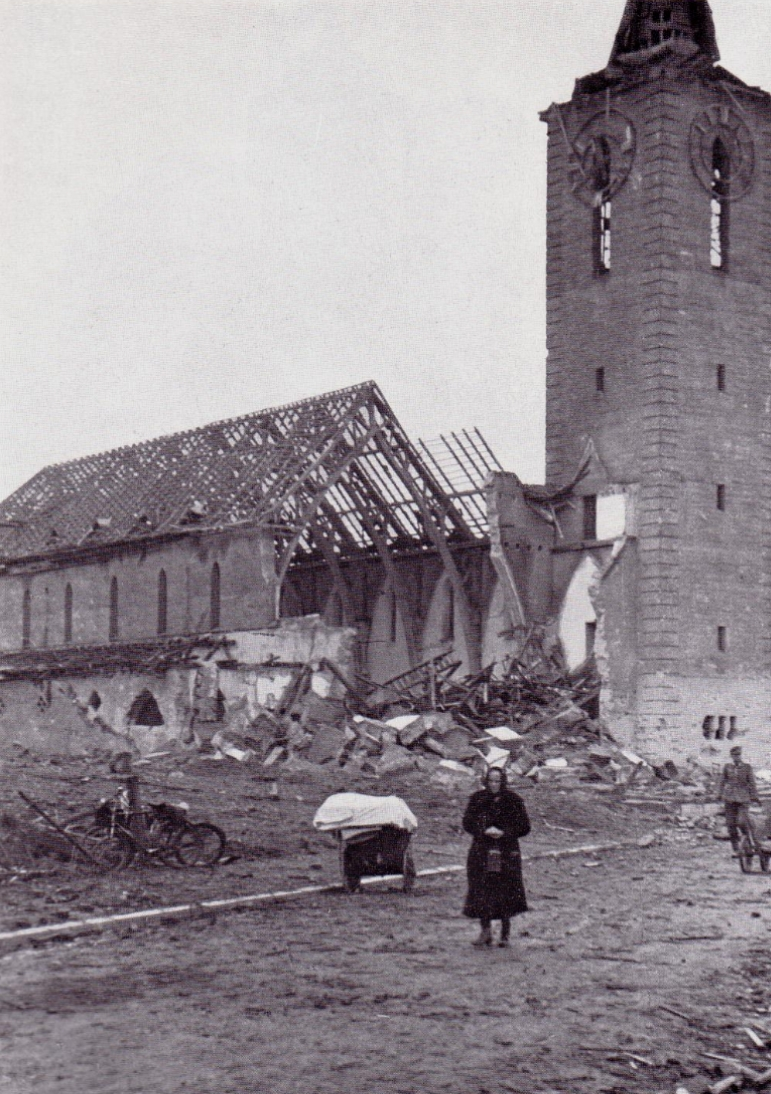
St. Josef am 21. November 1944

Die alliierten Luftangriffe auf Aschaffenburg während des Zweiten Weltkrieges fanden zwischen dem 27. September 1944 und dem 20. März 1945 statt. 671 Menschen verloren bei den insgesamt 20 Angriffen ihr Leben und mehr als 20.000 Einwohner wurden obdachlos. Das historische Stadtzentrum von Aschaffenburg wurde dabei weitgehend zerstört.

## Chronologie der größten Angriffe
Der erste Angriff erfolgte am 27. September 1944 durch die britische RAF. Dabei wurden auch mehrere Luftminen abgeworfen. Der schadensreichste Luftangriff erfolgte am 21. November 1944 als britische Bomber bei Nacht über 27.600 Zentner Sprengbomben über dem Stadtgebiet abwarfen. Ein  wesentliches Ziel des Angriffs, die Anlagen des Hauptbahnhofes Aschaffenburg wurden jedoch weitgehend verfehlt. Stark zerstört wurden hingegen die Aschaffenburger Altstadt und insbesondere der Stadtteil Damm. Bei diesem Angriff starben 344 Menschen. Etwa 20.000 Einwohner (fast die Hälfte der Bevölkerung Aschaffenburgs) wurden obdachlos.
Ein erster Tagesangriff wurde am 12. Dezember 1944 von Bombern der 8. amerikanischen Luftflotte geflogen, die etwa 500 Spreng- und 3.000 Brandbomben abwarfen.
Es folgten weitere Luftangriffe. Nachdem Aschaffenburg Anfang 1945 zur Festung erklärt worden war, bereitete ein letzter großer Luftangriff am 20. März 1945 die Einnahme der Stadt vor. Bis zur Kapitulation der Festungsgarnison am 3. April 1945 folgten im Zuge der Schlacht um Aschaffenburg weitere kleinere Luftangriffe und schwerer Artilleriebeschuss.
In der Kirche St. Agatha findet sich eine Gedenktafel mit einigen Namen von Opfern (Kriegsopfer in der Heimat).